# Dorożnianka
Dorożnianka (ukr. Дорожнянка) – wieś na Ukrainie, w obwodzie zaporoskim, w rejonie połohowskim, w  hromadzie Hulajpołe. W 2001 liczyła 332 mieszkańców, wśród których 308 wskazało jako ojczysty język ukraiński, 22 rosyjski, a 2 inny.

## Urodzeni
- Ludmiła Wiesiełkowa